# بيتر كنودسن
بيتر كنودسن هو لاعب كرة قدم دنماركي، ولد في 14 أبريل 1973 في بلدية غلوستروب ‏ في الدنمارك. لعب مع نادي باري ونادي كوبنهاغن.

## وصلات خارجية
- بيتر كنودسن على موقع قاعدة بيانات كرة القدم.إي يو (الإنجليزية)